# Toorn van God
De toorn van God is een bekende gedachte uit de Bijbel. In Johannes 3:36 staat dat iedereen die niet in de Zoon van God gelooft, dat is Jezus Christus, onder de toorn van God valt.
De Bijbel leert dat de mens door de zondeval van God is losgeraakt en daaronder zondig is geworden. De zonde van de mens roept Gods toorn op; deze is een reactie op de zondige staat van de mens. De Bijbel noemt de toorn van God zeer verschrikkelijk. Bij het Laatste Oordeel en in de hel komt Gods toorn tot volkomen ontplooiing. Door het kruisoffer van Jezus Christus voor de zonden kan de mens echter van de toorn van God worden verlost.